# Луковище
Луко́вище (до 7 червня 1946 р. — Голодівка) — село в Україні, у Рогатинській міській громаді Івано-Франківського району Івано-Франківської області.

## Географія
Селом тече річка Веснянка.

## Історія
В дорадянський період носило назву Голодівка.
7 червня 1946 року указом Президії Верховної Ради УРСР село Голодівка Рогатинського району перейменовано на село Луковище і Голодівську сільську раду — на Луковищенська.
12 червня 2020 року, відповідно до Розпорядження Кабінету Міністрів України  № 714-р «Про визначення адміністративних центрів та затвердження територій територіальних громад Івано-Франківської області», увійшло до складу Рогатинської міської громади.
19 липня 2020 року, в результаті адміністративно-територіальної реформи та ліквідації Рогатинського району, село увійшло до складу новоутвореного Івано-Франківського району.